# ضربان‌های تک‌آوایی

ضربان‌های تک آوایی (به انگلیسی Monaural beats) از همگرایی دو فرکانس در درون یک گوینده واحد استخراج می‌شوند تا یک تپش یا ضربان قابل درک ایجاد کنند. بدین ترتیب آنها یک پدیده فیزیکی محض هستند. به عنوان نمونه اکر یک نوای ۴۰۰ هرتزی و یک نوای ۴۱۰ هرتزی در یک گوینده به طور همزمان نواخته شوند فرد یک نوای ۱۰ هرتزی خواهد شنید. ضربان‌های تک آوایی از این نظر که از ترکیب دو فرکانس برای ایجاد صدا استفاده می کنند با ضربان‌های دوگوشی مشابه هستند اما دو تفاوت مهم دارند اول اینکه ضربان‌های دوگوشی با نواختن دو نوای مختلف از طریق گوینده‌های مختلف ایجاد می شود و دومین تفاوت اینست که ضربان‌های دوگوشی به نظر می رسد که از داخل مغز ایجاد و درک می‌شود اما ضربان‌های تک آوایی از پرده گوش درک می شوند